# Кыршехир
Кыршехир (тур.  Kırşehir) — город в Центральной Анатолии, административный центр ила  Кыршехир.
Кыршехир лежит в 156 км юго-восточнее Анкары.

## История
Кыршехир ведет свою историю со времен хеттов.  При римлянах город назывался Мокисс (Μωκισσός, Mocissus, Mokissos). После отстройки города императором Юстинианом I город получил название Юстинианополь (Ιουστινούπολις).  В 1071 году город отошел огузским племенам, которые переименовали его в Кыршехир (город в степи).
До завоевания государства данишмендидов Конийским султанатом город постоянно переходил из рук в руки. С 1307 года по 1335 год  Кыршехир принадлежал хулагуидам, здесь находился монетный двор. С середины XIII до середины XIV века город являлся значимым культурным центром Анатолии. После завоевания Кыршехира султаном Баязидом I город окончательно перешел Османской империи.
В Османской империи Кыршехир был местом паломничества к мавзолею мусульманского святого Ахи Эврана.
В XIX веке санджак Кыршехир был присоединен к Анкаре. В 1921 году Кыршехир вновь становится независимой провинцией. Город дважды посещал Мустафа Кемаль Ататюрк.

## Языковая история
Кыршехир является первым достоверным городом и регионом Анатолии, в котором с начала XIV века начинает в массовом порядке появляться литература на анатолийском тюркском языке. В этом плане данный степной регион Анатолии резко противопоставлен персианизированной Конье и другим крупным городам государства сельджуков, в которых роль единственного письменного официального языка до конца XIII века исполнял дари (персидский).